# Strotere
Strotere - kamienna belka w belkowaniu świątyni greckiej. Również płaska dachówka grecka.